# Cerdistus antilco
Cerdistus antilco là một loài ruồi trong họ Asilidae. Cerdistus antilco được Walker miêu tả năm 1849. Loài này phân bố ở miền Australasia.